# Ophiocordyceps forquignonii
Ophiocordyceps forquignonii (Dicks.) G.H. Sung, J.M. Sung, Hywel-Jones & Spatafora – gatunek grzybów z rodziny Ophiocordycipitaceae. Jest pasożytem owadów.

## Systematyka i nazewnictwo
Pozycja w klasyfikacji według Index Fungorum: Ophiocordyceps, Ophiocordycipitaceae, Hypocreales, Hypocreomycetidae, Sordariomycetes, Pezizomycotina, Ascomycota, Fungi.
Po raz pierwszy opisał go w 1785 r. Lucien Quélet nadając mu nazwę Cordyceps forquignonii. Obecną nazwę nadali mu G.H. Sung, J.M. Sung, Hywel-Jones i J.W. Spatafora w 2007 r.

## Występowanie i siedlisko
Znane jest występowanie Ophiocordyceps forquignonii w Europie. Występuje również w Polsce. Aktualne stanowiska podaje internetowy atlas grzybów. Znajduje się w nim na liście gatunków zagrożonych, wartych objęcia ochroną.
Grzyb entomopatogeniczny rozwijający się na owadach.